# Desa Purwasedar
Desa Purwasedar är en administrativ by i Indonesien.   Den ligger i provinsen Jawa Barat, i den västra delen av landet, 130 km söder om huvudstaden Jakarta.